# Christian Schenk
Christian Schenk (Rostock, 9 febbraio 1965) è un ex multiplista tedesco, medaglia d'oro nel decathlon alle Olimpiadi di Seul 1988 e bronzo mondiale ed europeo.

## Biografia
Christian Schenk detiene tuttora insieme a Rolf Beilschmidt il record mondiale di salto in alto per una gara di decathlon con 2,27 m. Risultato tra l'altro ottenuto con lo stile ventrale, di cui fu forse l'ultimo atleta di livello mondiale in un'epoca, gli anni '80, in cui lo stile Fosbury era diventato lo stile universale nel salto in alto.

## Palmarès
| Anno | Manifestazione      | Sede    | Evento    | Risultato | Punteggio |
| ---- | ------------------- | ------- | --------- | --------- | --------- |
| 1988 | Giochi olimpici     | Seul    | Decathlon | Oro       |           |
| 1991 | Campionati mondiali | Tokyo   | Decathlon | Bronzo    |           |
| 1990 | Campionati europei  | Spalato | Decathlon | Bronzo    |           |